# Tora Ziyal
Le personnage de fiction Tora Ziyal est la fille cachée de Gul Dukat, qui est cardassien, dans la série Star Trek: Deep Space Nine. Il l'a eue avec une maîtresse Bajorane, Tora Naprem, qu'il aimait sincèrement. Dans cet épisode, on découvre que Gul Dukat avait eu au moins une autre maîtresse Bajorane importante, qui n'est autre que la mère de Kira Nerys, Kira Meru, que Dukat avait protégé, en échange de meilleurs traitements pour sa famille restée sur Bajor.
Ziyal est donc métis, et montre des traits bajorans (le nez typique) et cardassiens (arches frontales striées). Son existence nous est révélée dans l'épisode Indiscrétion. Ce personnage romantique apparaît dans neuf épisodes, et est interprété successivement par trois comédiennes : Cyia Batten, Tracy Middendorf, puis Melanie Smith.

## Sauvetage
Alors qu'elle est encore une enfant, née sous l'occupation de Bajor par l'empire cardassien, Gul Dukat essaie de la protéger elle et sa mère Naprem, en les faisant partir vers une destination paisible, à bord du croiseur commercial Cardassian "Ravinok". Malheureusement, le croiseur sera attaqué aux abords du système Dozaria, et s'écrasera en catastrophe sur la planète Dozaria Prime. Une planète désertique, sur laquelle, lors de la mission de recherche, Le major Kira Nerys empèchera Gul Dukat de tuer sa fille retrouvée dans un camp de travail tenu par les breen. Car, selon les usages en vigueur chez les Cardassian, un enfant illégitime provoquerait sa propre disgrâce lui ferait perdre tous ses privilèges et son haut rang dans les rouages de l'Empire. Dans le camp minier breen, les rescapés cardassian et bajoran sont égaux, en tant qu'esclaves. Finalement, Gul Dukat baisse son arme et embrasse affectueusement Ziyal, qu'il emmène avec lui, faisant fit de la disgrâce qui l'attend inmanquablement lors de son retour.

## Vie militaire
Après le sauvetage, Ziyal est "embrigadée" par son père à bord du pitoyable croiseur commercial Groumall, que lui ont charitablement alloué les autorités cardassian après la disgrâce. Quelques hauts faits militaires permettront à Gul Dukat de regagner "un peu" de prestige, notamment la saisie spectaculaire d'un vaisseau spatial Klingon classe Oiseau de proie, ce avec l'aide du major Kira Nerys. Le lien affectif liant cette dernière avec Ziyal aboutira à la demande formelle de Kira de laisser Ziyal en dehors des querelles et conflits armés d'adultes, et la confier à ses soins à bord de DS9, pour lui permettre de vivre une vie d'adolescente plus calme.

## Maturité
En sécurité sous la protection de Kira Nerys, Ziyal développe des talents artistiques graphiques reconnus de part et d'autre, par des pontes cardassian ET bajoran, et tombe peu à peu amoureuse du seul cardassian à bord, Garak (Elim Garak), l'espion exilé tailleur, et accessoirement, ennemi de Gul Dukat. À ce sujet lors de l'expédition de sauvetage en territoire "Dominion" avec le commandant Worf, malgré les mensonges de son père, Ziyal sera toujours persuadée, à raison, que son ami improbable reviendra sain et sauf. Mais après que son père ait traité avec "le Dominion" pour l'incorporation de Cardassia, elle restera avec Kira Nerys sur DS9, ce qui provoquera la brouille avec son père.

## Force du lien paternel
La reprise de la station DS9 au début du conflit qui oppose la Fédération (UFP) au Dominion, par ce dernier, verra le retour de Gul Dukat, et celui de Ziyal de Bajor où elle étudiait le dessin. Son père oubliant la brouille passagère, se montrera très fier des choix de sa fille, qu'il aime dès lors plus que tout, malgré sa famille légitime perdue.

## Fin tragique
Ziyal a plus d'affinités avec ses amis de la Fédération qu'avec les cardassiens, ceux-ci voyant le métissage encore plus mal que les bajorans, et au fur et à mesure des tentatives "terroristes" de Rom, kira Nerys et Odo, elle prend une part active à l'évasion de ses amis. Ceci intervient au moment précis où le Defiant va reprendre la station DS9, car Benjamin Sisko à son bord ressort du Vortex touché par la grâce des Prophètes, et les armes de la station ont été désactivées par Rom. Le bombardement sans riposte possible entraine l'évacuation immédiate de la station, par manque de renfort dans la zone, du Dominion. Y compris celle de Gul Dukat qui cherche sa fille dans le chaos de cette attaque, malgré les gesticulations de son fidèle aide de camp Damar. Il la trouve enfin, mais elle lui avoue son aide à ses amis. Malgré ces actes gravissimes du point de vue du Dominion, Gul Dukat lui dit qu'il ne pourrait pas la détester car il l'aime trop pour cela, mais pendant les adieux, Damar les retrouve au détour d'un couloir et fait feu sur Ziyal, l'atteignant en pleine poitrine, devant un Gul Dukat effaré. Damar lui rappelle qu'elle a trahi, mais fou de douleur, il le repousse violemment, et Damar s'enfuit pour quitter la station.
Après avoir dit à son père qu'elle l'aime aussi, Ziyal s'éteint en quelques instants foudroyée par le tir de phaseur, son père s'allonge contre elle pour la pleurer.
Pendant un certain temps après ces événements, Gul Dukat, détenu par la Fédération, sera désorienté et dépressif, soigné par le docteur Cox.

### Dialogue funèbre
Lors du retour triomphal de l'équipage du Defiant, à bord de DS9, Garak se précipite à l'infirmerie ayant appris que Ziyal y est... mais la trouve reposant en paix sur un lit médical.
- Kira Nerys : "Elle vous aimait"

- Garak : "Je sais, j'avoue que je n'ai jamais compris pourquoi... Et je ne le saurais jamais".